# پلیس خوب
پلیس خوب (انگلیسی: The Good Cop) داستان جنایی کمدی-درام ساخته اندی برکمن است.